# Caleb Landry Jones
Caleb Landry Jones, född 7 december 1989 i Garland i Texas, är en amerikansk skådespelare. Han är bland annat känd från filmerna Antiviral, Contraband, X-Men: First Class, Get Out och TV-serien Twin Peaks.

## Filmografi i urval
- 2008–2010 – Friday Night Lights (TV-serie)
- 2011 – X-Men: First Class
- 2012 – Antiviral
- 2012 – Contraband
- 2017 – Get Out
- 2017 – American Made
- 2017 – Twin Peaks (TV-serie)
- 2017 – Three Billboards Outside Ebbing, Missouri
- 2021 – Nitram
- 2025 – Dracula: A Love Tale